# Immobilisation (Medizin)

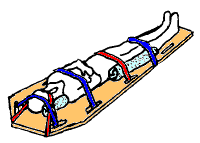
Wirbelsäulen-Immobilisierung mit Hilfe einer langen Trage

Als Immobilisation bezeichnet man in der Medizin die Ruhigstellung von Körperteilen zum Zwecke der Heilung von Verletzungen oder zur Verhinderung von Verletzungen Verunglückter durch Bergung und Krankentransport.
Die Knochenheilung nach Knochenbrüchen erfolgt umso schneller, je weniger die Bruchenden gegeneinander beweglich sind. Die Immobilisierung ist die älteste Methode der Knochenbruchbehandlung. Auch bei Hauttransplantationen ist eine Ruhigstellung des übertragenen Hautstücks notwendig. Die Immobilisation erfolgt durch verschiedene Hilfsmittel wie Schienen, Gips- und andere Verbände.
Die Immobilisation führt relativ schnell zu strukturellen Veränderungen und damit zu einer verminderten Belastbarkeit des ruhiggestellten Körperteils. Die Geschwindigkeit dieser Umbauvorgänge ist in verletzten Geweben höher als im benachbarten unverletzten Gewebe. Ein ruhiggestelltes unverletztes Gelenk kann aber bereits nach 6 Wochen versteifen. Dabei entstehen nach längerer Immobilisation im Bindegewebe aufgrund des Verlusts an Zwischenzellsubstanz Wasserstoffbrücken zwischen den nunmehr näher aneinander liegenden Kollagenfibrillen und es kommt schließlich zum Umbau der Kollagenfasern. Im Knorpel ruhiggestellter Gelenke nehmen aufgrund der geringeren Belastung die Zwischenzellsubstanz und damit die Belastbarkeit ebenfalls ab. An der Gelenkkapsel kann es zu Verklebungen von Reservefalten durch Adhäsion und Kohäsion und damit zu einer Bewegungseinschränkung des Gelenks kommen. Es kommt auch zu Verklebungen zwischen Kapsel und Knochen oder zwischen Muskel und Knochen, sowie zu Muskelfibrosierungen und zu Muskel- und Bänder-Verkürzungen.